# أندي براون (لاعب كرة قدم)
أندي براون (بالإنجليزية: Andy Brown)‏ هو لاعب كرة قدم ومدرب كرة قدم بريطاني في مركز الهجوم، ولد في 11 أكتوبر 1976 في إدنبرة في المملكة المتحدة. لعب مع هال سيتي.